# Chivacoa
Chivacoa é uma cidade venezuelana, capital do município de Bruzual.